# Паньцзінь
Паньцзінь (кит. спр. 盘锦市, піньїнь: Pánjǐn Shì) — місто-округ в китайській провінції Ляонін. 

## Географія
Паньцзінь розташовується у центрі провінції.

### Клімат
Місто знаходиться у зоні, котра характеризується вологим континентальним кліматом зі спекотним літом. Найтепліший місяць — липень із середньою температурою 25 °C (77 °F). Найхолодніший місяць — січень, із середньою температурою -9.1 °С (15.6 °F).
| Клімат Паньцзіня (повіт Паньшань) | Клімат Паньцзіня (повіт Паньшань) | Клімат Паньцзіня (повіт Паньшань) | Клімат Паньцзіня (повіт Паньшань) | Клімат Паньцзіня (повіт Паньшань) | Клімат Паньцзіня (повіт Паньшань) | Клімат Паньцзіня (повіт Паньшань) | Клімат Паньцзіня (повіт Паньшань) | Клімат Паньцзіня (повіт Паньшань) | Клімат Паньцзіня (повіт Паньшань) | Клімат Паньцзіня (повіт Паньшань) | Клімат Паньцзіня (повіт Паньшань) | Клімат Паньцзіня (повіт Паньшань) | Клімат Паньцзіня (повіт Паньшань) |
| Показник                          | Січ.                              | Лют.                              | Бер.                              | Квіт.                             | Трав.                             | Черв.                             | Лип.                              | Серп.                             | Вер.                              | Жовт.                             | Лист.                             | Груд.                             | Рік                               |
| Середня температура, °C           | −9,1                              | −6,2                              | 1,5                               | 10,2                              | 17,5                              | 22,1                              | 25                                | 24,2                              | 18,5                              | 10,9                              | 1,8                               | −6                                | 9,2                               |
| Норма опадів, мм                  | 5.1                               | 6                                 | 9.8                               | 33.2                              | 44.7                              | 73.8                              | 167.4                             | 142.1                             | 69.2                              | 36.8                              | 14                                | 5.9                               | 608                               |
| Днів з опадами                    | 2,7                               | 2,8                               | 3,5                               | 5,9                               | 8,1                               | 11                                | 13,8                              | 11,3                              | 7,4                               | 6,7                               | 4,4                               | 2,6                               | 80,2                              |
| Вологість повітря, %              | 61.9                              | 59.3                              | 54.4                              | 52.6                              | 55.1                              | 67.2                              | 79.1                              | 78.2                              | 68.2                              | 63.4                              | 63.5                              | 62                                | 63.7                              |
| --------------------------------- | --------------------------------- | --------------------------------- | --------------------------------- | --------------------------------- | --------------------------------- | --------------------------------- | --------------------------------- | --------------------------------- | --------------------------------- | --------------------------------- | --------------------------------- | --------------------------------- | --------------------------------- |
| Джерело: Weatherbase              |                                   |                                   |                                   |                                   |                                   |                                   |                                   |                                   |                                   |                                   |                                   |                                   |                                   |